# 斯庫珀農鎮區 (北卡羅萊納州蒂勒爾縣)
斯庫珀農鎮區（英語：Scuppernong Township）是位於美國北卡羅萊納州蒂勒爾縣的一個鎮區。

## 地方資料
斯庫珀農鎮區的面積為54.90平方千米，皆為陸地。根據2020年美國人口普查的數據，當地共有人口576人，而人口密度為每平方千米10.49人。